# Plan de Ayala, Ixtapa
Plan de Ayala är en ort i Mexiko.   Den ligger i kommunen Ixtapa och delstaten Chiapas, i den sydöstra delen av landet, 700 km öster om huvudstaden Mexico City. Plan de Ayala ligger 974 meter över havet och antalet invånare är 429.
Terrängen runt Plan de Ayala är huvudsakligen kuperad. Plan de Ayala ligger nere i en dal. Runt Plan de Ayala är det ganska tätbefolkat, med 111 invånare per kvadratkilometer. Närmaste större samhälle är Chiapa de Corzo, 16,4 km sydväst om Plan de Ayala. I omgivningarna runt Plan de Ayala växer huvudsakligen savannskog.